# Jean Thierry Lazare Amani
Jean Thierry Lazare Amani (Diégonéfla, 7 maart 1998) is een Ivoriaans voetballer die bij voorkeur als middenvelder speelt. Hij ondertekende op 13 april 2022 een contract tot medio 2025 bij Union Sint-Gillis, dat hem overnam van Sporting Charleroi.

## Clubcarrière
Lazare voetbalde bij Aspire Academy alvorens hij op 27 juni 2016 de overstap maakte naar KAS Eupen. Hij maakte op 6 augustus 2016 zijn debuut in het profvoetbal in de met 0–2 verloren wedstrijd tegen KV Mechelen. Lazare kwam na 53 minuten het veld in als vervanger van Guy Dufour. Na 99 officiële wedstrijden voor Eupen, waarvan 91 in de competitie, stapte hij in januari 2020 over naar Sporting Charleroi. Daar zat hij enkele keren in de wedstrijdselectie, maar mede vanwege de vroegtijdige stopzetting van de competitie vanwege de coronapandemie kwam hij er in zijn debuutseizoen niet in actie. In het seizoen 2020/21 werd hij uitgeleend aan de Portugese tweedeklasser GD Estoril-Praia. Op het einde van het seizoen werd hij met Estoril kampioen in de Segunda Liga. In het seizoen 2021/22 werd hij uitgeleend aan Union Sint-Gillis. Na een succesvol eerste seizoen lichtte Union de overeengekomen aankoopoptie en tekende Lazare een contract voor drie seizoenen.

## Clubstatistieken
| Seizoen | Club                | Land              | Competitie         | Competitie | Competitie | Beker | Beker | Internationaal | Internationaal | Totaal | Totaal |
| Seizoen | Club                | Land              | Competitie         | Wed.       | Dlp.       | Wed.  | Dlp.  | Wed.           | Dlp.           | Wed.   | Dlp.   |
| ------- | ------------------- | ----------------- | ------------------ | ---------- | ---------- | ----- | ----- | -------------- | -------------- | ------ | ------ |
| 2016/17 | KAS Eupen           | Vlag van België   | Jupiler Pro League | 26         | 2          | 4     | 0     | —              | —              | 30     | 2      |
| 2017/18 | KAS Eupen           | Vlag van België   | Jupiler Pro League | 30         | 0          | 2     | 0     | —              | —              | 32     | 0      |
| 2018/19 | KAS Eupen           | Vlag van België   | Jupiler Pro League | 28         | 1          | 1     | 0     | —              | —              | 29     | 1      |
| 2019/20 | KAS Eupen           | Vlag van België   | Jupiler Pro League | 7          | 1          | 1     | 0     | —              | —              | 8      | 1      |
| 2019/20 | Sporting Charleroi  | Vlag van België   | Jupiler Pro League | 0          | 0          | 0     | 0     | —              | —              | 0      | 0      |
| 2020/21 | → GD Estoril-Praia  | Vlag van Portugal | Segunda Liga       | 21         | 1          | 6     | 2     | —              | —              | 27     | 3      |
| 2021/22 | → Union Sint-Gillis | Vlag van België   | Jupiler Pro League | 34         | 2          | 2     | 1     | —              | —              | 36     | 3      |
| 2022/23 | Union Sint-Gillis   | Vlag van België   | Jupiler Pro League | 17         | 1          | 3     | 2     | 7              | 1              | 27     | 4      |
| 2023/24 | Union Sint-Gillis   | Vlag van België   | Jupiler Pro League | 17         | 1          | 3     | 2     | 7              | 1              | 27     | 4      |
| Totaal  | Totaal              | Totaal            | Totaal             | 163        | 8          | 19    | 5     | 7              | 1              | 189    | 14     |

Bijgewerkt op 12 januari 2023.

## Interlandcarrière
Lazare nam in 2017 met Ivoorkust onder 20 deel aan Toulon Espoirs-toernooi. 
Tijdens de Afrika Cup 2023 maakte Lazare deel uit van het Ivoriaanse team dat het toernooi won. Hij kwam in de finale als invaller binnen de lijnen in de slotfase. 

## Erelijst
| Competitie         |                  |                  |                  |                  |
| Competitie         | Aantal           | Jaren            |                  |                  |
| GD Estoril-Praia   | GD Estoril-Praia | GD Estoril-Praia | GD Estoril-Praia | GD Estoril-Praia |
| ------------------ | ---------------- | ---------------- | ---------------- | ---------------- |
| Liga Portugal 2    | 1×               | 2020/21          |                  |                  |
| Union Sint-Gillis  |                  |                  |                  |                  |
| Beker van België   | 1×               | 2023/24          |                  |                  |
| Belgische Supercup | 1x               | 2024             |                  |                  |

| Competitie | Winnaar   | Winnaar   | Runner-up | Runner-up | Derde     | Derde     |
| Competitie | Aantal    | Jaren     | Aantal    | Jaren     | Aantal    | Jaren     |
| Ivoorkust  | Ivoorkust | Ivoorkust | Ivoorkust | Ivoorkust | Ivoorkust | Ivoorkust |
| ---------- | --------- | --------- | --------- | --------- | --------- | --------- |
| Afrika Cup | 1x        | 2023      |           |           |           |           |

1 Chambaere ·
4 Rasmussen ·
5 Mac Allister ·
6 Van De Perre ·
7 Kabangu ·
8 Lazare ·
9 Ivanović ·
10 El Hadj ·
11 Teklab ·
12 David ·
13 Rodríguez ·
14 Imbrechts ·
15 Traoré ·
16 Burgess ·
19 François ·
21 Castro-Montes ·
23 Boufal ·
24 Vanhoutte ·
25 Khalaili ·
26 Sykes ·
27 Sadiki ·
28 Machida ·
48 Leysen ·
49 Moris  ·
77 Fuseini ·
85 Dony ·
Coach: Pocognoli
· Assistent-coach: Meert
· Assistent-coach: Kopyt
· Keeperstrainer: Hermans